# Équipe du Groenland féminine de handball
Maillots
Dernière mise à jour : 2 décembre 2023.
L'équipe du Groenland féminine de handball représente la fédération du Groenland de handball lors des compétitions internationales, notamment aux championnats du monde ou aux compétitions continentales.

## Palmarès
Championnats du monde
- 2001 : 24e place[1]
- 2023 : 32e place

Championnats panaméricains
- 1999 : 5e place
- 2000 :  3e place
- 2015 : 6e place

Championnat d'Amérique du Nord et des Caraïbes
- 2015 : 4e place
- 2017 : 4e place
- 2019 :  3e place
- 2021 :  2e place
- 2023 :  Champion